# Cyathochromis obliquidens
Рід Cyathochromis складається з єдиного виду риб родини цихлові Cyathochromis obliquidens Trewavas 1935. Ендемік озера Малаві.